# كالبجار
كلبجر (بالأذرية: Kəlbəcər)، (بالأرمنية: Քարվաճառ) هي مدينة وعاصمة مقاطعة شاهوميان التابعة لجمهورية مرتفعات قرة باغ (بحكم الأمر الواقع) المنشقة وغير المعترف بها وهي بحكم القانون تتبع لأذربيجان، الأراضي الأذربيجانية التاريخية. تم الإستيلاء عليها من قبل القوات الأرمينية المحلية خلال معركة كلبجر في نهايات حرب مرتفعات قرة باغ.

## معرض

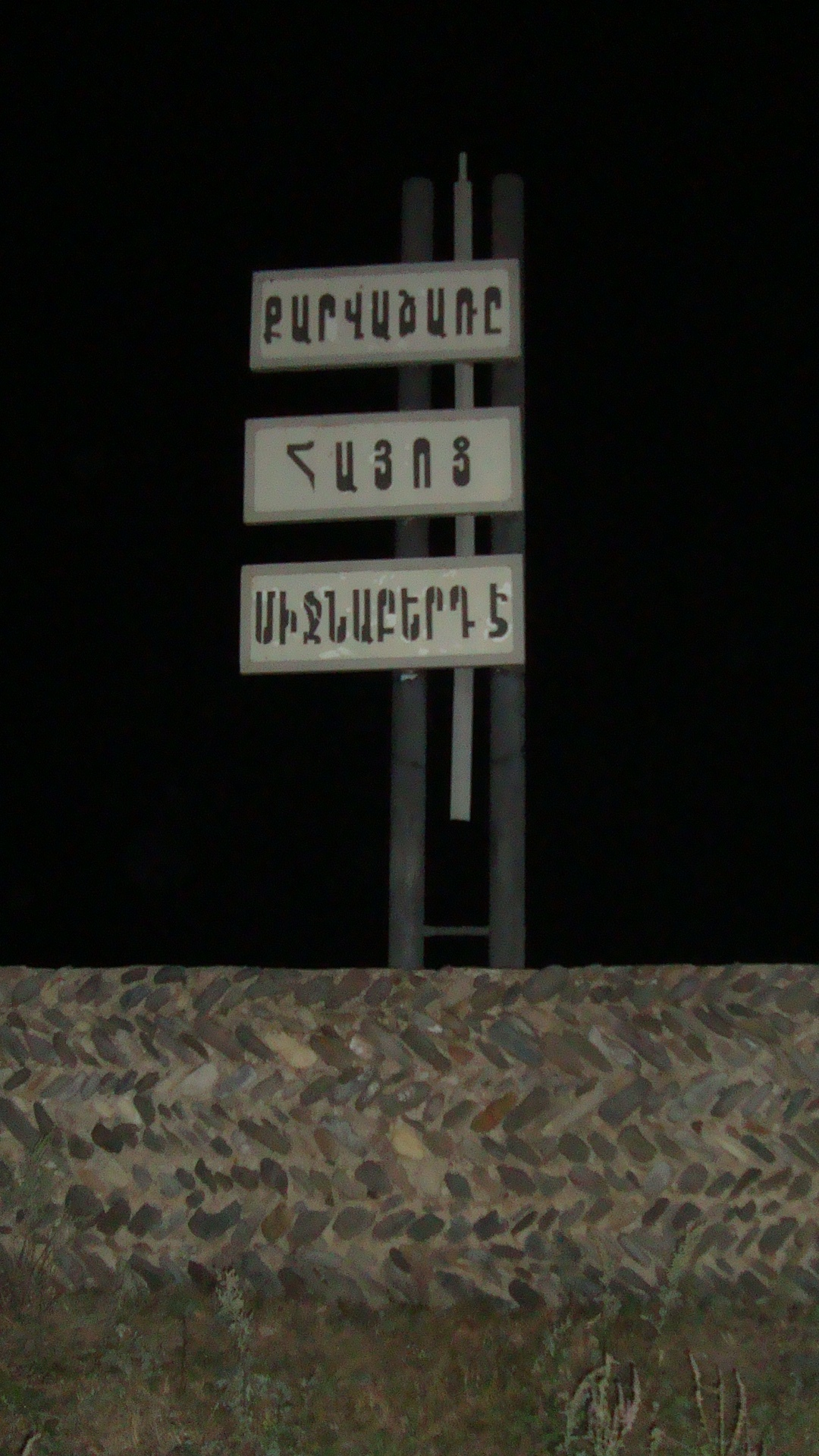
علامة إزشادية في شمال المدينة باللغة الأرمينية: «كارفاتشار هي قلعة أرمنية»
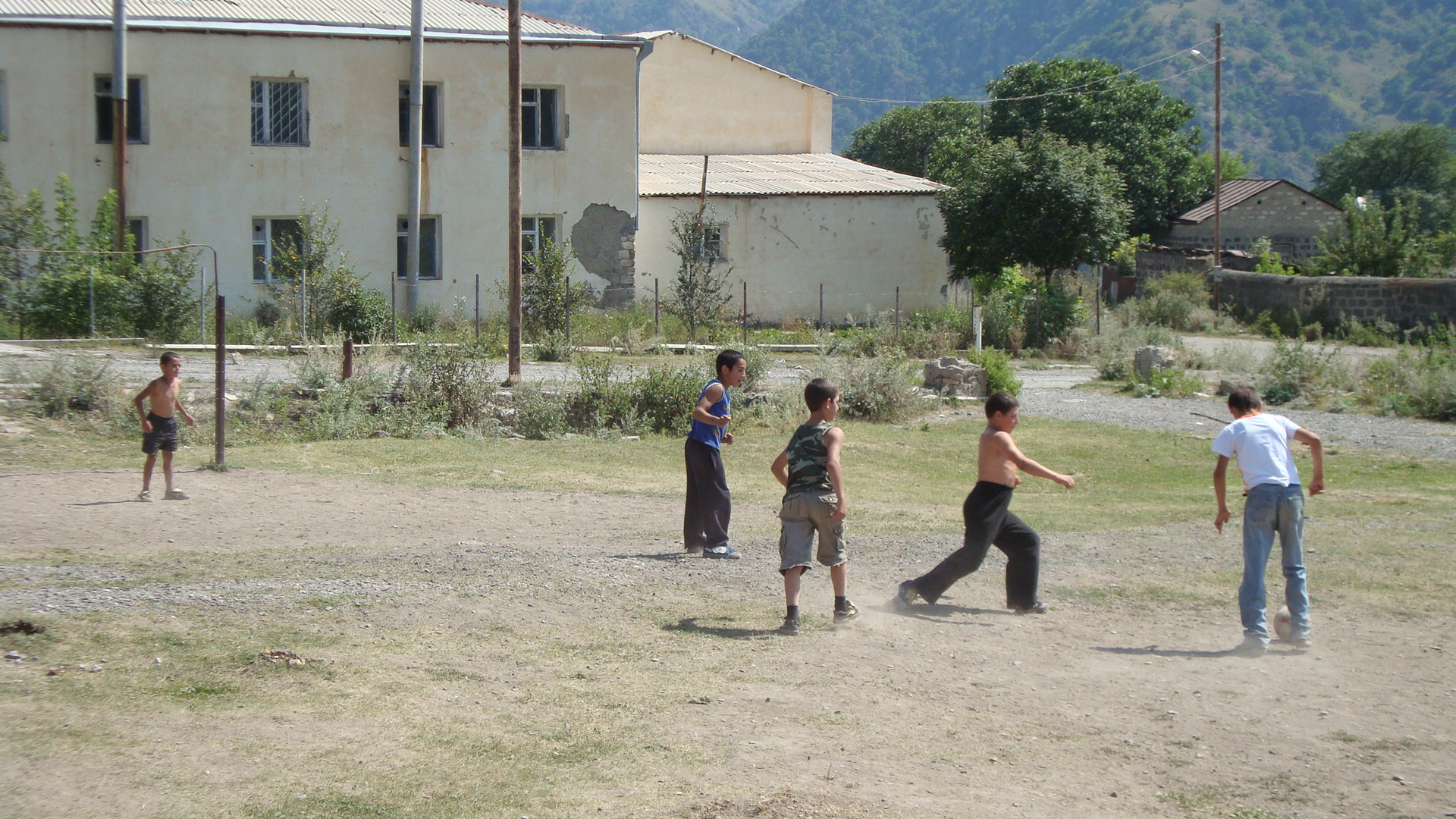
أطفال يلعبون كرة القدم
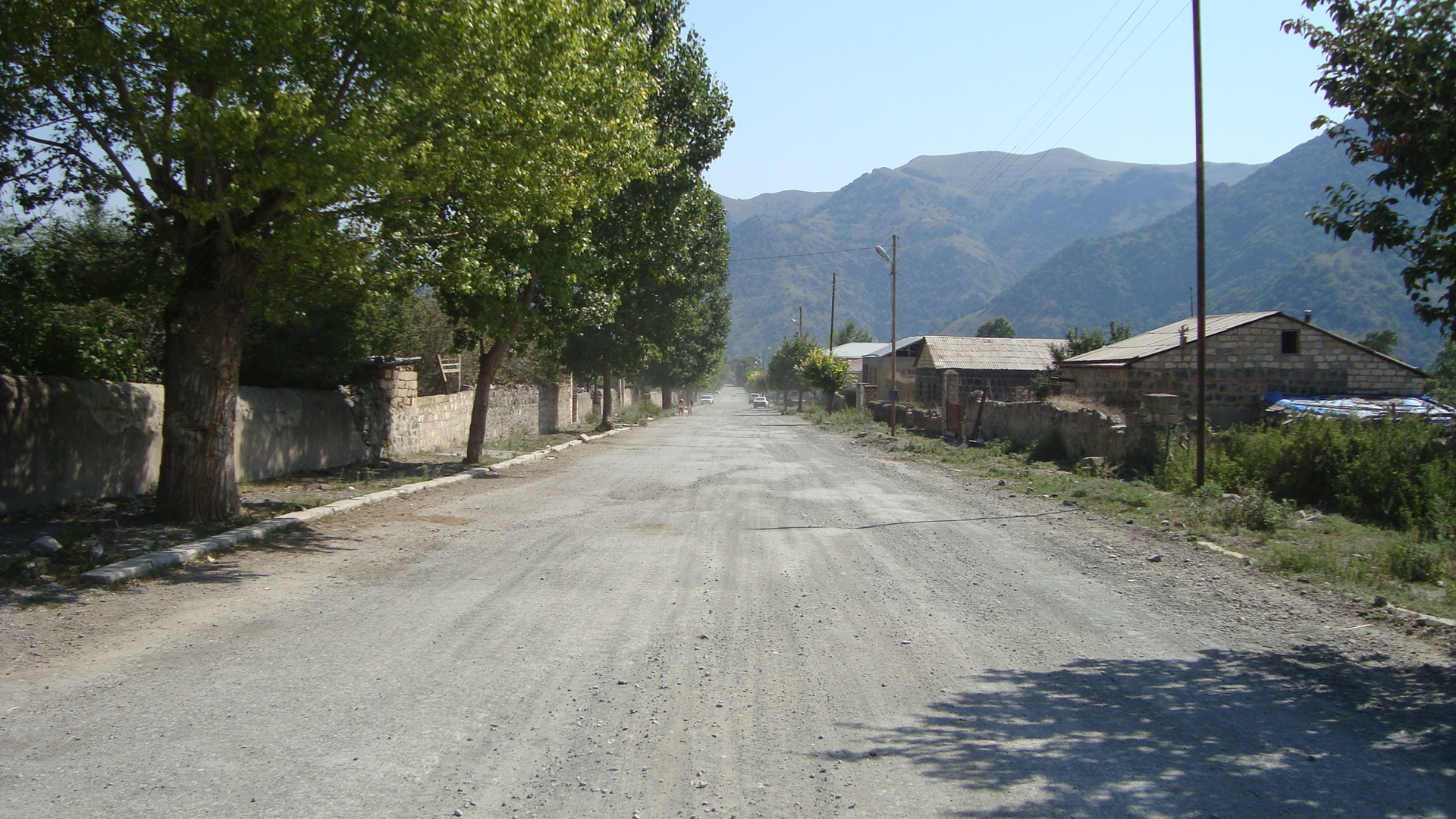
شارع في كلبجر
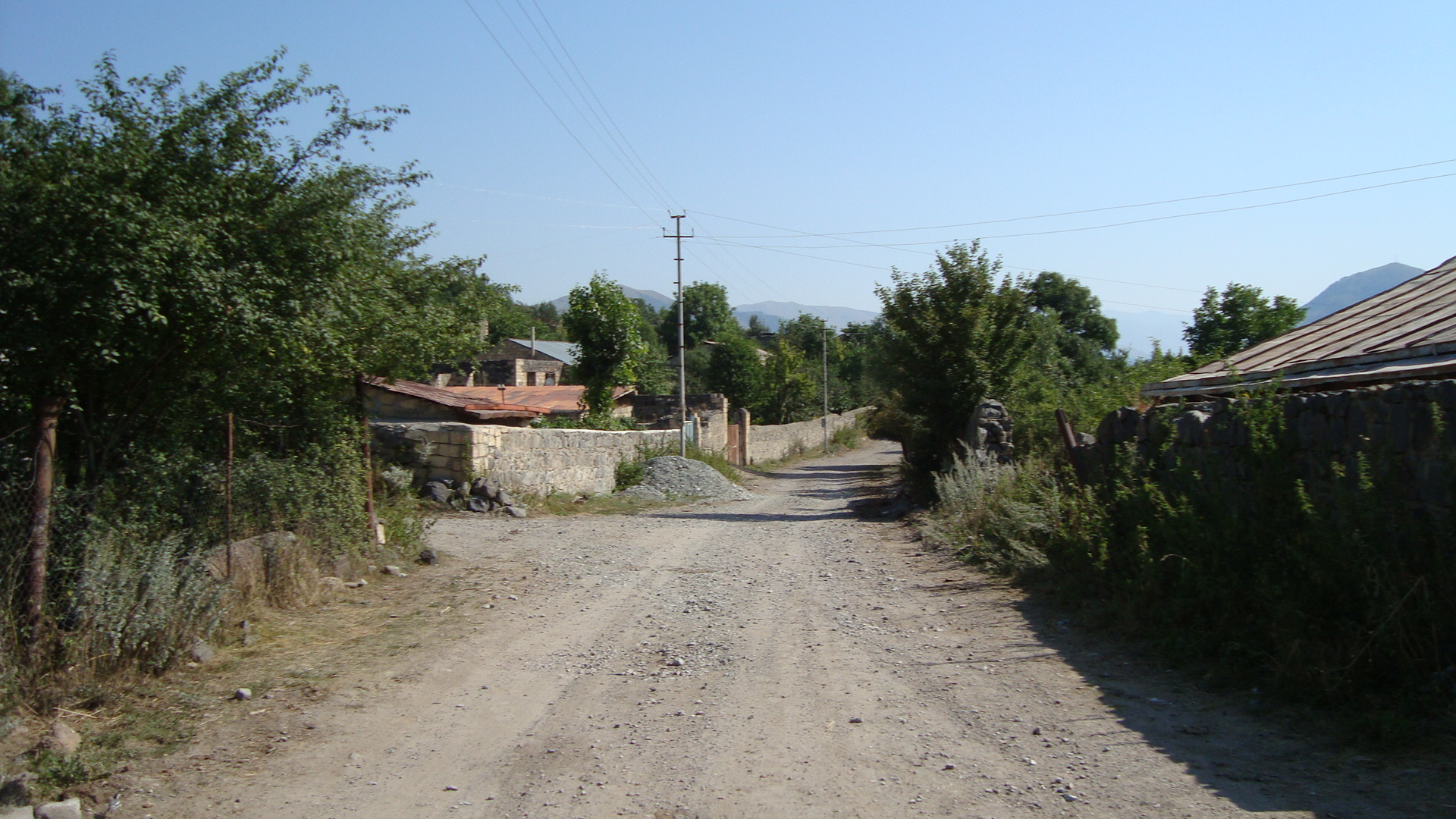
شارع في كلبجر
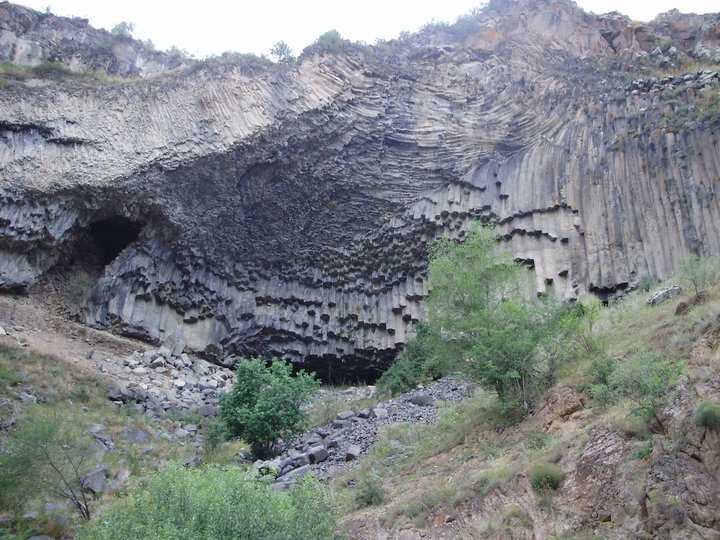
كهوف بالقرب من كلبجر وتعرف باسم "سيمفونية صخرية" من قبل السكان المحليين
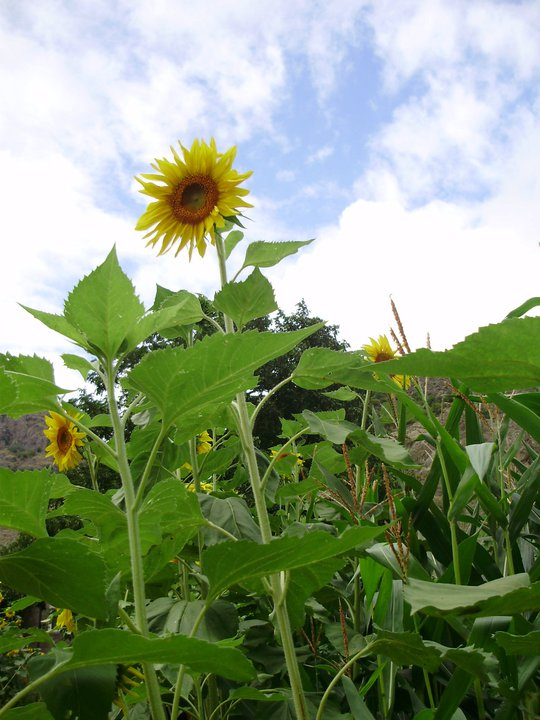
دوار الشمس في الريف
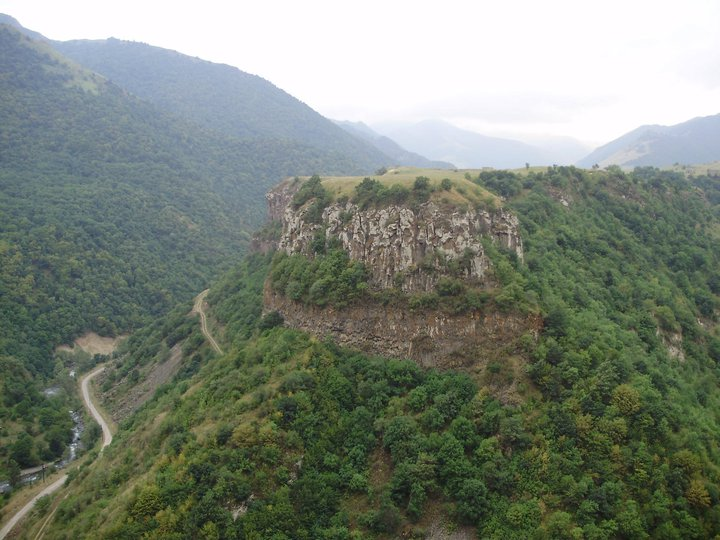
مشهد لمقاطعة داشتاك من كلبجر
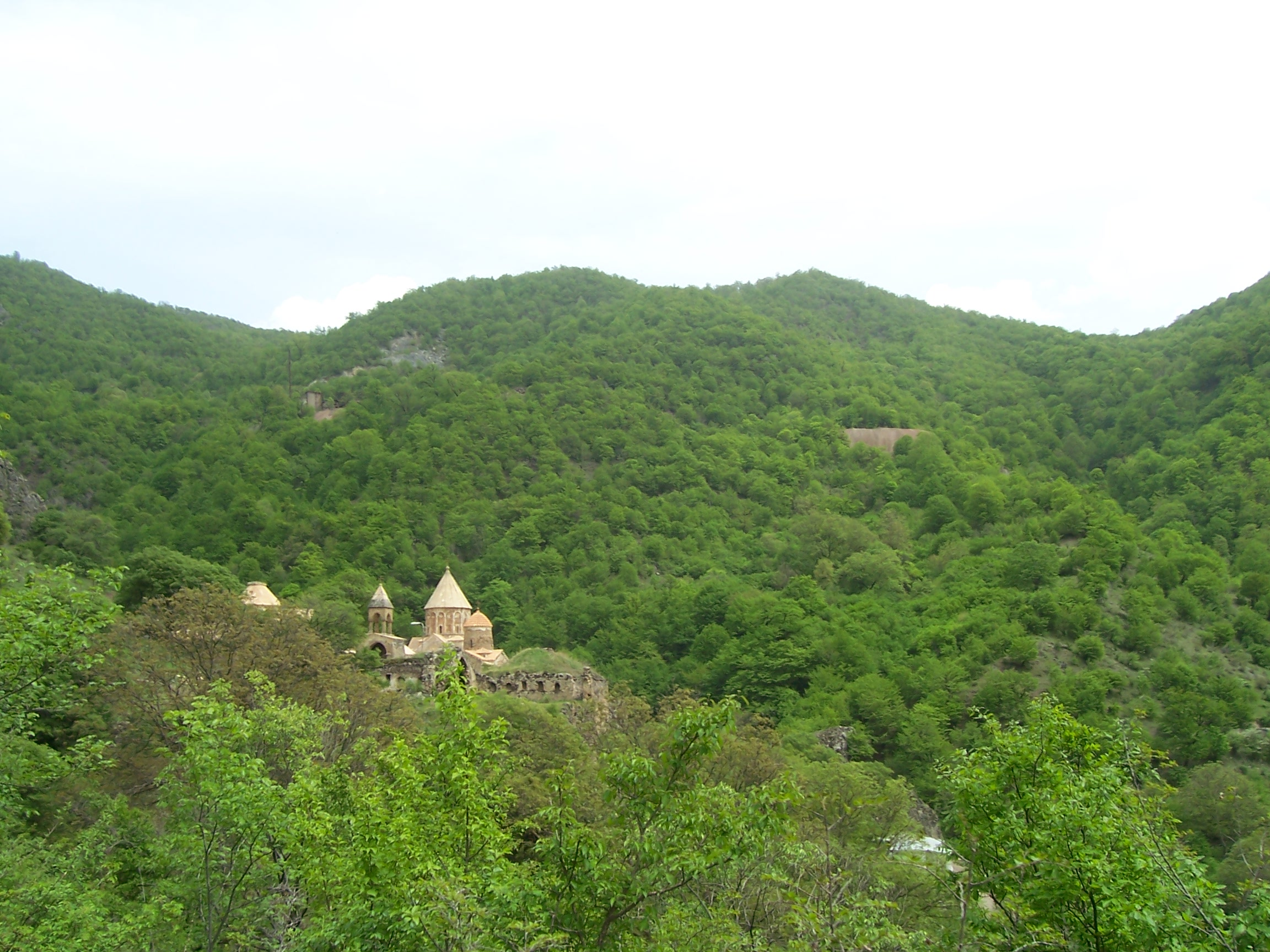
دير أرميني (القرن 9–13) ، ويقع على بعد 22 كم غرب كلبجر